# Ernest Lessieux
Ernest Lessieux est un peintre, aquarelliste et  dessinateur français, né à La Rochelle le 3 août 1848, et mort à Menton le 4 janvier 1925.

## Biographie
Jusqu'en 1862, Ernest Louis Lessieux est élève de l'école municipale de Nantes, ville où il travaille dès 1863 dans l'atelier d'un peintre-décorateur. En 1865, il entre à l'École nationale supérieure des beaux-arts à Paris, où il est élève de Maxime Lalanne et de Luc-Olivier Merson.
Après s'être porté volontaire aux armées en 1870 dans la guerre contre la Prusse, Ernest Lessieux revient en 1871 dans son département natal, à Rochefort-sur-Mer où, installé au no 78 rue des Fonderies, il est professeur de dessin au lycée et nommé conservateur du musée. Il épouse Victorine Virginie Boisramé. Son fils Louis Ernest naît en 1874 : il sera plus tard son élève et son collaborateur à l'illustration des cartes postales de la Compagnie générale transatlantique puis son compagnon d'inlassables randonnées pédestres en quêtes de sites pittoresques, mais aussi un précurseur de la photographie en couleurs,.
En 1884-1886, Ernest Lessieux effectue un long séjour à Menton pour raisons de santé. Il s'installe à Menton en 1897, résidant dans une maison décorée de fresques de l'artiste mentonnais Guillaume Cerutti-Maori (1866-1955), rue de la Marne, tout en ayant son atelier dans la maison Burkhard. À l'instar d'Alexis Mossa, donnant à Nice dès 1872 des cours de dessin et de peinture à une clientèle fortunée et pour une part importante d'entre elle venue d'Angleterre, Ernest Lessieux gagne lui aussi notoriété et aisance financière en enseignant l'art pictural à Menton, notamment au sein de la colonie anglaise. Il acquiert de la sorte « La Cotinière », sa propriété de l'Île d'Oléron où, outre plusieurs voyages en Italie, en Espagne et au Maroc, il reviendra en des séjours réguliers.
Mort le 4 janvier 1925, Ernest Lessieux repose au cimetière du Trabuquet à Menton. Le 4 février 1925, Louis Ernest Lessieux inaugure à Menton une exposition-hommage consacrée à l'œuvre de son père.

## Réception critique
- « Élève de Maxime Lalanne et de Luc-Olivier Merson, illustrateur à ses heures, cet aquarelliste au dessin bien affirmé a beaucoup travaillé à Menton et fait de fréquents voyages en Espagne, en Italie et au Maroc… » - Gérald Schurr[8]

## Publication
- Ernest Magaglyo et Ernest Lessieux, Le poème mentonnais, Imprimerie du Boéchat, Menton, 1922.

## Affiche
- Paris-Lyon-Méditerranée, Menton, la Côte d'Azur, Èze, ateliers Hugo d'Alesi, 1890.
- P.L.M., Menton, Imprimerie Charles Verneau, Paris.
- Paris-Lyon-Méditerranée, San-Salvadour près Hyères, station d'hiver des arthritiques, 1900.
- Premier Grand Prix d'aviation de l'Aéro-Club de France - Circuit d'Anjou, 17 et 18 juin 1912.
- Paris-Lyon-Méditerranée - Compagnie de navigation Paquet, Le Maroc via Marseille, Cornille et Serre imprimeurs, Paris, 1913.

## Illustration

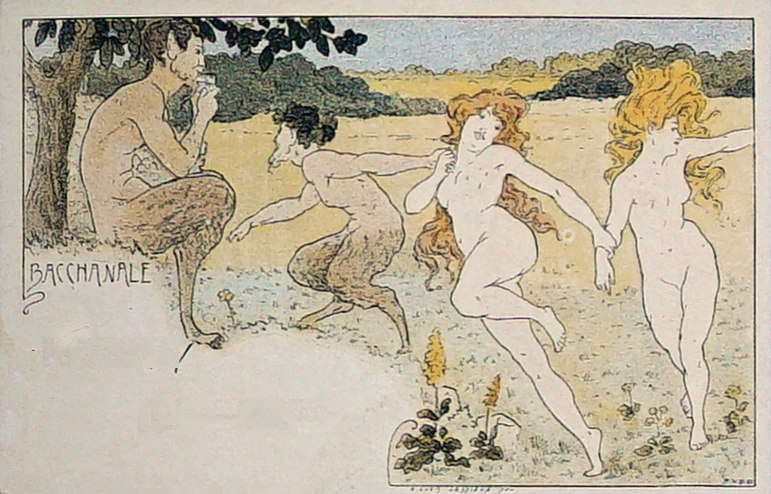
Bacchanale en carte postale.

- Cartes postales éditées par la Compagnie générale transatlantique, série des Bateaux de la Compagnie peints par Ernest Lessieux (collaboration de son fils Louis Lessieux), à partir de 1894[3].
- Livre du Général Bourelly, Les perles de la Côte d'Azur, illustrations d'Ernest Lessieux, Éditions H. Laurens, 1900.
- Cartes postales Femmes de style Art nouveau, plus de 200 cartes dont le diamant, l'améthyste, l'opale, le topaze, le rubis, l'agate, la perle, le saphir, la turquoise, l'émeraude dessinées par Ernest Lessieux entre 1900 et 1902[9].
- Cartes postales éditées par Reschal et Delabarre, Le sites de France, reproductions de peintures d'Ernest Lessieux, avant 1910[10].
- Livre publié par la Compagnie des chemins de fer de Paris à Lyon et à la Méditerranée, Les Alpes françaises, illustrations d'Ernest Lessieux, ouvrage non daté (vers 1910 ?).

## Œuvres dans les collections publiques
Aux États-Unis
- Boston, musée des beaux-arts : L'Opale, carte postale lithographiée de style Art nouveau, 1901.

En France
- Barbezieux-Saint-Hilaire, musée Gétreaud : Le château de la Faye, dessin et aquarelle, 1894.
- Fouras, musée régional.
- La Rochelle, musée des beaux-arts.
- Menton, musée des beaux-arts : La pêche aux mulets, vers 1920.
- Paris, département des Arts graphiques du musée du Louvre : Vue du Palais du Louvre, aquarelle et mine de plomb, ancienne collection Jules Audeoud (1863-1927)[11].
- Rochefort, musée Hèbre de Saint-Clément : Rives de la Charente, aquarelle[12].
- Saintes, musée de l'Échevinage.
- Saint-Pierre d'Oléron, musée de l'Île d'Oléron[13], dont Le naufrage du “Presidente Viera”[14],[15], aquarelle, 1917[16].

## Œuvres dans des collections privées référencées
- Collection Élie Volpi, Menton, aquarelle[17].
- Collection Gabrielle Reval, aquarelles[18],[19].

## Expositions
Personnelles
- Ernest-Lessieux, rétrospective-hommage, Salle de musique Grenier, rue Félix-Faure, Menton, février 1925.
- Lessieux père et fils, Association des amis du Musée de l'Île d'Oléron, Place Gambetta, Saint-Pierre d'Oléron, juillet-août 1979.
- Ernest Lessieux, 1848-1925, Musée municipal de Menton, décembre 1979 - mars 1980.
- Un maître de l'aquarelle, Ernest Louis Lessieux, Palais de l'Europe, Menton, octobre 2006 - janvier 2007[20].
- Oléron, dans les pas d'Ernest et de Louis Lessieux, Musée de l'Île d'Oléron, Saint-Pierre d'Oléron, mai-septembre 2008[19].
- Promenades de Menton à Monaco à travers les aquarelles d'Ernest Louis Lessieux, Musée des beaux-arts (Palais Carnolès), Menton, mai-septembre 2011[21],[22],[23].

Collectives
- Salon des artistes français, participation régulières à partir de 1878[1].
- Exposition de Rochefort, 1882, La vallée de Fontcouverte, aquarelle[24].
- Exposition internationale de blanc et noir, Palais du Louvre, Paris, 1885, deux vues de l'Alhambra (Grenade): La porte du Jugement et Souvenir du Généralife[2].
- Un siècle d'aquarelles: Ernest Lessieux, Alexis Mossa..., Palais de l'Europe, Menton, janvier 2009[25].

## Distinctions et hommages
- Officier de l'Instruction publique en 1923.
- Poésie de Henry Mériot, « Au prince de l'aquarelle, Ernest Lessieux », in Les poésies de Henry Mériot, Paris, Éditions Lemerre, 1925[19].
- Léopold Bernstamm (ami de Lessieux), Ernest Lessieux, 1925, buste en marbre, inauguré en 1926 à Menton. Le modèle en plâtre est conservé au musée de l'Île d'Oléron[26].